# Degerfors (comuna)
Degerfors (em sueco: Degerfors kommun) é uma comuna da Suécia localizada no condado de Orebro. Sua capital é a cidade de Degerfors. Possui 384 quilômetros quadrados e segundo censo de 2018, havia 9 665 habitantes.